# Thủy điện Lam Takhong
Đập Lam Takhong (tiếng Thái: เขื่อนลำตะคอง; RTGS: khuean lam ta khong) là một đập kè trên sông Lam Takhong giữa Pak Chong và Sikhio thuộc tỉnh Nakhon Ratchasima, Thái Lan .
Đập được xây dựng năm 1974 với mục đích cung cấp nước tưới tiêu, nhưng sau năm 2002 hồ nước của nó là nơi chứa cho nhà máy điện trữ năng Lam Takhong, nhà máy điện kiểu này đầu tiên của Thái Lan.